# Bavayia jourdani
Bavayia jourdani — вид геконоподібних ящірок родини диплодактилідів (Diplodactylidae). Ендемік Нової Каледонії. Описаний у 2022 році.

## Поширення і екологія
Bavayia jourdani мешкають на схилах гір Ме-Маоя і Пік-Неваа в центральній частині Нової Каледонії. Вони живуть в тропічних лісах.